# Linia kolejowa Sonda – Mustvee

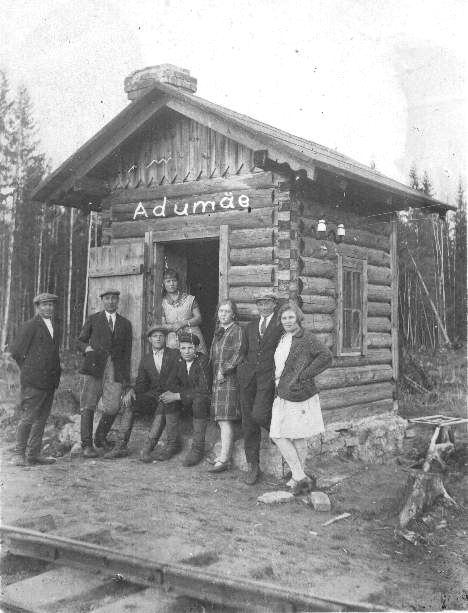
Poczekalnia w Adumäe w 1927

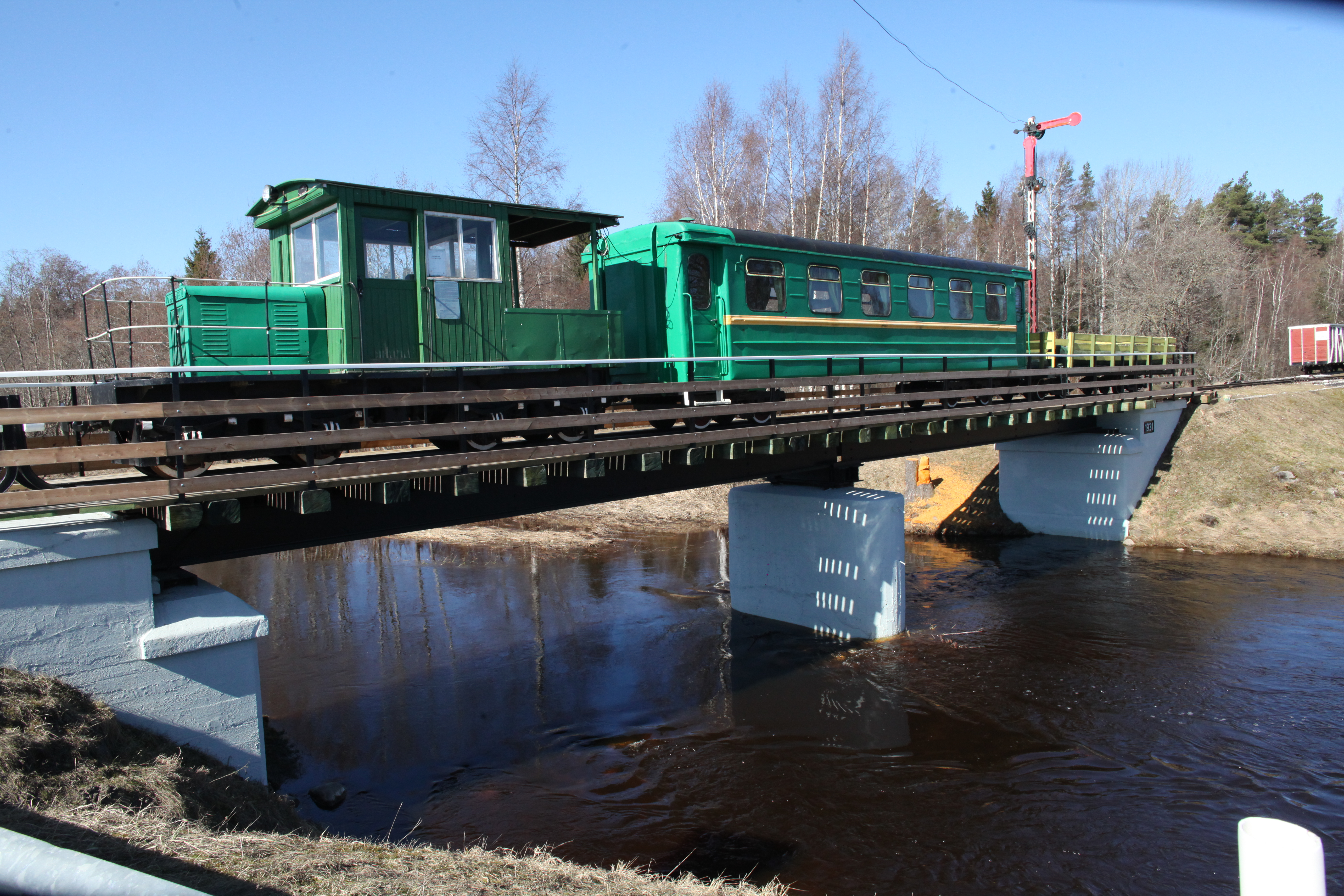
Pociąg turystyczny na zrekonstruowanym odcinku wiosną 2021

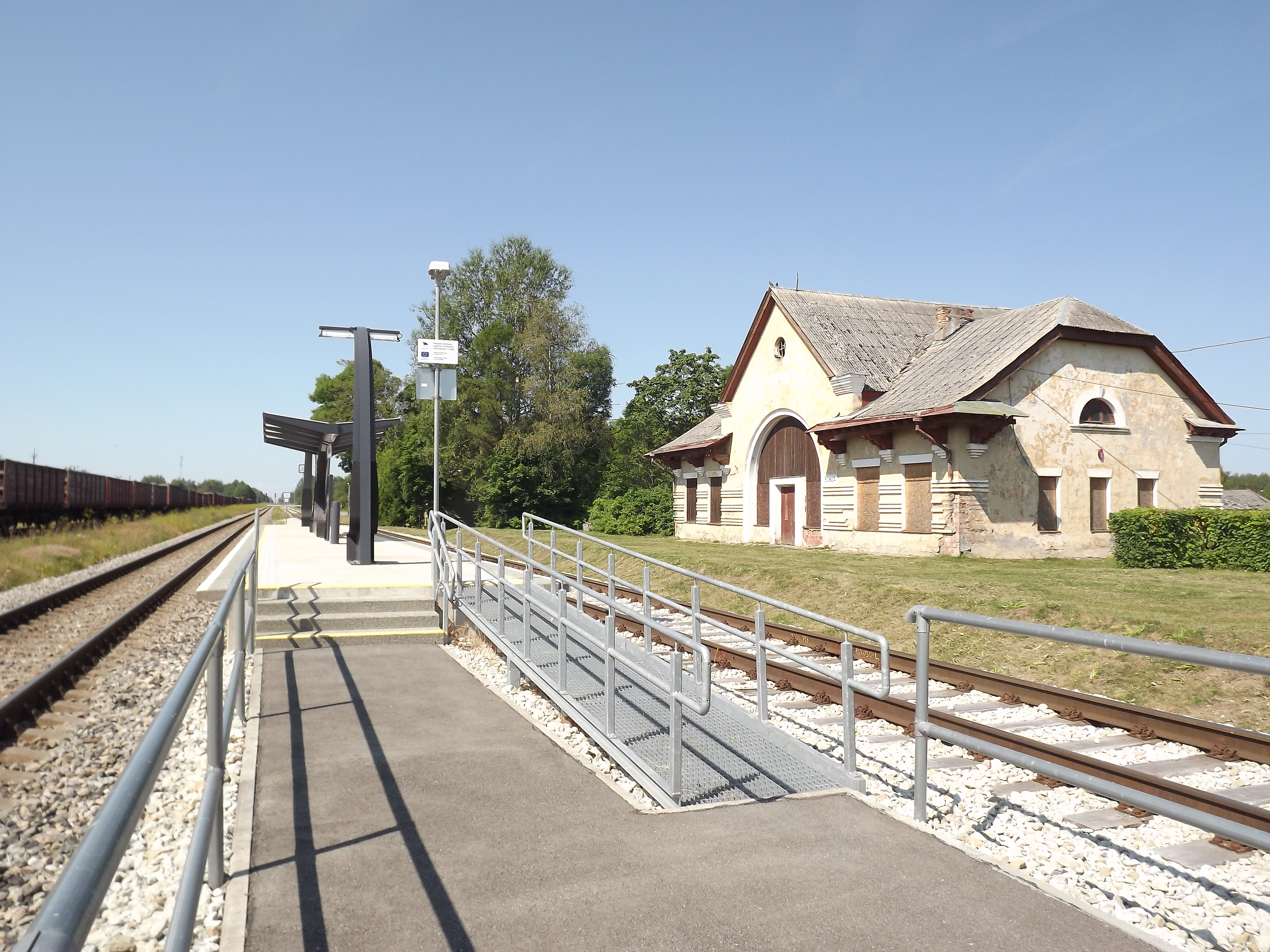
Stacja Sonda

Linia kolejowa Sonda – Mustvee (est. Sonda – Mustvee raudteeliin) – rozebrana kolej wąskotorowa o rozstawie szyn 750 mm znajdująca się dawniej w północno-wschodniej Estonii, łącząca miejscowości Sonda i Mustvee przez Avinurme. Była jedyną linią wąskotorową nie połączoną z rozległą siecią linii wąskotorowych w Tallinnie (później w większości przekutych na tor szeroki).

## Historia

### Początki i rozwój
W 1916 roku zbudowano wąskotorową leśną kolej towarową z Sondy do Jõepere. Działała ona krótko i została zlikwidowana w październiku 1922. Zapotrzebowanie na przewozy kolejowe w tym rejonie występowało jednak nadal i w lipcu 1923 rozpoczęła się budowa kolei z Sondy do Mustvee (63 km). Oddano ją do eksploatacji 1 sierpnia 1926. Z tej okazji w Mustvee odbyły się uroczystości okolicznościowe. Trasa miała kilka odgałęzień służących do transportu drewna z rozległych w tym rejonie kompleksów leśnych. Funkcjonowanie linii wpłynęło na rozwój osad zlokalizowanych przy szlaku. W latach 30. XX wieku dysponent linii miał osiem wagonów osobowych i 316 towarowych, jak również jeden wagon restauracyjny. Najczęściej trasę obsługiwało pięć pociągów dziennie. Pociąg pocztowy wyjeżdżał z Sondy rano, a pociąg pasażerski wieczorem. Ponadto kursowały trzy pociągi towarowe. Głównym zadaniem kolei był transport drewna z lasów Alutaguse. Oprócz tego wożono cukier, naftę, sól, materiały budowlane, łupki bitumiczne, śledzie i inne towary. Latem transport leśny był nieco uszczuplany, jednak kursowały wówczas pociągi z piaskiem.
Lokomotywownia znajdowała się w Sondzie, na głównej linii Tallinn – Petersburg. Największą stacją na linii była Avinurme. Miała ona torowiska o długości 57 kilometrów, m.in. trzy bocznice i odnogę do ładowni piasku. Budynek dworcowy został ukończony w 1928, ale w 1941 spalił się wraz z dużą częścią miejscowości.
Na linii kursowały początkowo parowozy, a począwszy od lat 60. XX wieku, lokomotywy TU2 (około trzech sztuk), a także wagony 3Aw z Pafawagu (od lat 50. XX wieku). Lokomotywy oficjalnie przydzielone były do MPD Tallinn-Vaïke. Od czasu do czasu jeden z TU2 był wymieniany na inny z Tallinn-Vaïke (transportowano je linią szerokotorową na platformach). Łącznie na linii Sonda – Mustvee pracowało dziewięć TU2 o numerach: 003, 007, 010, 011, 077, 141, 143, 243 i 244. TU2-007 i TU2-077 pozostały w Sondzie przez dłuższy okres. Do codziennej mieszanej pary pociągów potrzebny był tylko jeden TU2. W latach 60. XX wieku mieszana para pociągów składała się zwykle z dwóch wagonów pasażerskich, wagonu bagażowego i sześciu wagonów towarowych, głównie zamkniętych.

### Schyłek
Pod koniec lat 60. XX wieku niektóre odgałęzienia oceniano jako niestabilne i zaczęto zamykać te, które były najmniej użytkowane. Ostatni pociąg pasażerski wyruszył z Sondy do Avinurme 31 maja 1972, a ostatni towarowy 15 czerwca tego samego roku. Prowadzony był przez TU2-143. Linia została zamknięta w dwóch etapach. Najpierw zamknięto i rozebrano odcinek z Mustvee do Avinurme (20 km). Stało się to latem 1968. Jako drugi rozebrano odcinek z Sondy do Avinurme (47 km, 1972). Wagony towarowe poustawiano na torowiskach przy przeładowni w Sondzie oraz przy magazynie. Były one potem stopniowo demontowane. Po zamknięciu linii ostatnie TU2 pracujące w Sondzie zostały przeniesione z powrotem na resztki sieci w Tallinnie. Na wczesne zamknięcie linii wpływ miała decyzja o tym, że estońskie linie wąskotorowe muszą zostać zamknięte lub zamienione na szerokotorowe.

### Rekonstrukcja
W XXI wieku odrestaurowano 178,5-metrowy odcinek dawnej linii, most kolejowy oraz lokomotywę i wagony. Kursuje ona jako pociąg turystyczny (Avinurme museum train).

## Stacje i przystanki
Kolejne stacje i przystanki, począwszy od Sondy (niektóre funkcjonowały tylko na żądanie):

- Sonda (stacja) ← Tallinn / Narwa
- Hirmuse (przystanek)
- Sirtsi (przystanek)
- Lümatu (przystanek)
- Jõepere (przystanek)
- Tudu (stacja)
- Suigu (przystanek)
- Peressaare (przystanek)
- Adumäe (przystanek)
- Lippoja (przystanek)
- Punasoo (przystanek)
- Muru (przystanek)
- Avinurme (stacja)
- Kõrve (przystanek)
- Piilsi (przystanek)
- Mustvee (stacja)

Odgałęzienia towarowe do ładowni leśnych i innych odchodziły od:
- Avinurme (1-kilometrowe),
- Lippoja (4-kilometrowe),
- Adumäe (3-kilometrowe)[2].